# Ruta Estatal de California 76
La Ruta Estatal 76 es una carretera estatal de 52,32 milla (84,2 km) en el estado de California. Lo es una de las rutas más importantes de la región del Norte del Condado del condado de San Diego que empieza desde Oceanside cerca de la Interestatal 5 y continua al este pasando la Interestatal 15 hacia la Ruta Estatal 79. La sección de la carretera en Oceanside y Bonsall es una vía expresa; al este de Bonsall, SR 76 es una carretera de dos carriles, aunque hay planes para expanderla.
Desde la Interestatal 5 hacia la Interestatal 15, la SR 76 es parte del Sistema de Autovías y Vías Expresas de California, aunque sólo la sección sobre Oceanside es una vía expresa. La SR 76 es elegible para el Sistema Estatal de Carreteras Escénicas, pero no está oficialmente designada como carretera escénica por el Departamento de Transporte de California.

## Futuro
El Departamento de Transporte de California tiene planes para extender la carretera hasta la I-15. La carretera al este de Mission Road podría ser cambiada a una nueva alineación. 
La ciudad de Oceanside si tienes planes de separar el nudo carretero o de intercambio con College Boulevard y Melrose Drive, pero la vía expresa sobre Oceanside necesitaría convertirse en una autovía.

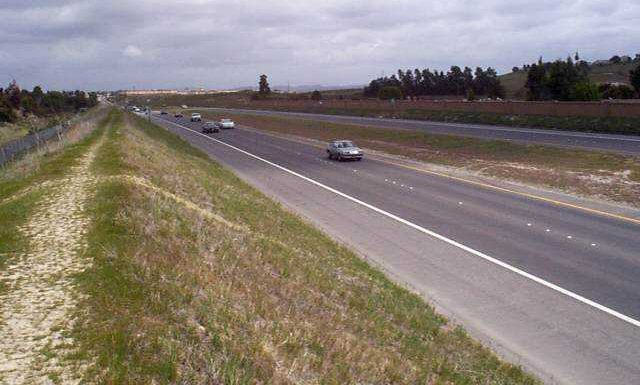
Ruta Estatal 76 en Oceanside como una vía expresa.

## Intersecciones principales
Nota: a excepción donde los prefijos son con letras, los postes de mileajes fueron medidos en 1964, basados en la alineación y extendimiento de esa fecha, y no necesariamente reflejan el actual mileaje.
Toda la ruta se encuentra dentro del condado de San Diego.
| Ubicación         | Mileaje | Destinos                                         | Notas                                    |
| ----------------- | ------- | ------------------------------------------------ | ---------------------------------------- |
| Oceanside         | R0.00   | CR S21 (N Coast Hwy)                             |                                          |
| Oceanside         | R0.00   | I 5 (San Diego Freeway) – Los Ángeles, San Diego | Nudo carretero                           |
| Oceanside         | R6.72   | CR S14 (N Santa Fe Ave)                          |                                          |
| Bonsall           | R9.49   | CR S13 (E Vista Way)                             |                                          |
| Bonsall           | 9.62    | Puente Bonsall sobre el Río San Luis Rey         | Puente Bonsall sobre el Río San Luis Rey |
| Bonsall           | 12.47   | CR S13 (Mission Road) – Fallbrook                |                                          |
| Pala Mesa Village | R17.02  | Antigua Carretera 395                            |                                          |
| Pala Mesa Village | R17.30  | I 15 (Escondido Freeway) – Riverside, San Diego  | Nudo carretero                           |
| Pala              | 24.13   | CR S16                                           |                                          |
| Rincón            | 32.87   | CR S6 (Valley Center Road)                       |                                          |
|                   | 38.25   | CR S6 – Palomar Mountain                         |                                          |
|                   | 47.79   | CR S7 – Palomar Mountain                         |                                          |
| Morettis Junction | 52.32   | SR 79                                            |                                          |